# Plantagenêt-ház
A Plantagenêt-házat szokás második Anjou-háznak, vagy Angevin-dinasztiának is nevezni. Eredetileg egy francia grófi család volt, akik Anjou tartományban uralkodtak, később megörökölték Normandiát (1144–1204 és 1415–1450) és az Angol Királyságban is uralkodtak (1154–1399), illetve megszerezték a Jeruzsálemi Királyságot is (1131–1205).
A Plantagenêt nevet eredetileg Plante Genest-nek, Plantegenest-nek vagy Plantaginet-nek írhatták. A név Anjou Gottfriedtől, II. Henrik angol király apjától ered. A legvalószínűbb feltevés az, hogy Gottfried a sisakján egy rekettyeágat hordott, hogy sikeresebb legyen a vadászatban. Innen származik a „Plantagenet” név.
Az angol uralkodóházból 1154 és 1485 között 14 király került ki. Közülük hat tartozott az oldalági York-házhoz, illetve a Lancaster-házhoz. A család a Godofréd, Anjou grófja (†1151) és Matilda császárné, I. Henrik leánya között köttetett házasságból eredt.
Egyes történészek az Anjou-ház vagy Angevin-dinasztia elnevezést II. Henrikre és 13 utódjára alkalmazzák, mások csak őrá és fiaira (I. Richárd és János). Később jobb név híján ez utóbbiak utódait – I., II., és III. Edwardot – nevezték Plantagenetnek. A név hivatalos használatának első bizonyítéka 1460-ból maradt fenn, amikor Richárd, York hercege Richard Plantagenet néven lépett fel trónkövetelőként.
III. Edward örököse, a Fekete Herceg után csak egy fiú maradt, aki nagyapját követve II. Richárd néven lépett trónra. Halálával (1400) a családnak ez az ága kihalt. Lionelnek, Edward második életben maradt fiának egy lánya volt, Philippa, aki March III. earljéhez ment feleségül, ezzel családjára ruházva a trónöröklés jogát. Ám Genti János, a sorban a következő fiú, aki házassága révén a Lancaster hercege címet is megszerezte, felélesztette a családot, amely John fiának, IV. Henriknek - Richárd lemondatását követő - trónra lépésével hatalomra jutott.
III. Edward negyedik fia, Edmund of Langley, aki 1385-ben lett York hercege, megalapította a York-házat. Két fia született, egyikük, Edward, York második hercege, Agincourt-nál esett el. A másik azonban, Richard, Cambridge earlje, aki Philippa lányát, Lionel unokáját és örökösét vette el, megszerezte a York-ház számára az utódlás jogát.
Fiuk és VI. Henrik (IV. Henrik unokája) között, illetve az ő fiaik és utódaik között zajlott a rózsák háborúja néven ismert dinasztikus küzdelem, melynek során mindkét ágból többen elestek. A háború a York-ház utolsó uralkodójának, III. Richárdnak, Tudor Henriktől Bosworth Fieldnél elszenvedett vereségével ért véget, amely után a győztes VII. Henrik néven lépett a trónra, és megalapította a Tudor-házat.
A Plantagenet-ház utolsó törvényes és egyenes ági tagját, Edwardot, Warwick grófját, aki Richard yorki herceg unokája volt, 1499-ben végezték ki.
| A Plantagenêt-, Lancaster- és York-ház férfi tagjainak családfája |
| --- |
| A Plantagenêt-, Lancaster- és York-ház férfi tagjai, férfi leszármazási vonala, legális, nem-morganatikus tagjai, akik nemesi címet viseltek. Jelmagyarázat: Anglia uralkodója: fett további személy csak a családfa érthetősége érdekében feltüntetett, nem a ház tagja ♥ a családfán két távoli személy házas kapcsolata ∞ a házasság, ∞¹ ∞² ∞³ az index jelzi, hanyadik házasság ¹ ² ³ hanyadik házasságból származik az adott személy Plantagenêt családfa - II. Henrik angol király, 1133–1189 A Plantagenêt-ház alapítója. - Henrik angol királyi herceg, 1155–1183 - I. Richárd angol király, 1157–1199 - II. Gottfried Bretagne hercege, 1158–1186 - I. Arthur, Bretagne hercege, 1187–1203 - János angol király, 1167–1216 - III. Henrik angol király, 1207–1272 - I. Eduárd angol király, 1239–1307 - II. Eduárd angol király, 1284–1327 - III. Eduárd angol király, 1312–1377 - Eduárd walesi herceg, 1330–1376 - II. Richárd angol király, 1367–1400 - Lionel of Antwerp, Duke of Clarence, 1338–1368 - Genti János Lancaster 1. hercege, 1340–1399 Az második Lancaster-ház alapítója. ∞¹ Blanche of Lancaster (1342–1368) ♥ - IV. Henrik angol király, 1366–1413 - V. Henrik angol király, 1386–1422 - VI. Henrik angol király, 1421–1471 - Lancasteri Eduárd walesi herceg, 1453–1471 - Thomas of Lancaster, Clarence 1. hercege, 1387–1421 - John, Bedford 1. hercege, 1389–1435 - Humphrey of Lancaster, Gloucester 1. hercege, 1390–1447 - John Beaufort (~1373–1410), Somerset 1. grófja - John Beaufort (1404–1444), Somerset 1. hercege - Margit Beaufort ∞ Edmund Tudor (~1430–1456), Richmond 1. grófja - VII. Henrik angol király (1457–1509) A Tudor-ház alapítója. - Edmund of Langley York 1. hercege, 1341–1402 A York-ház alapítója. - Edward of Norwich, York 2. hercege, 1373–1415 - Richard of Conisburgh, Cambridge 3. grófja, 1375–1415 - Richard Plantagenet York 3. hercege, 1411–1460 - IV. Eduárd angol király, 1442–1483 - V. Eduárd angol király, 1470–? - Richard of Shrewsbury York 1. hercege, 1473–? - Edmund, Rutland grófja, 1443–1460 - George Plantagenet Clarence 1. hercege, 1449–1478 - Edward Plantagenet, Warwick 17. grófja, 1475–1499, , az utolsó törvényes férfi-ági Plantagenet - III. Richárd angol király, 1452–1485 - Thomas of Woodstock, Gloucester 1. hercege, 1355–1397 - Humphrey, Buckingham 2. grófja, 1381–1399 - John of Eltham Cornwall grófja, 1316–1336 - Thomas of Brotherton Norfolk 1. grófja, 1300–1338 - Edward of Norfolk, 1313-1334 - Edmund of Woodstock, Kent 1. grófja, 1301–1330 - Edmund, Kent 2. grófja, 1326-1331 - John, Kent 3. grófja, 1330–1352 - Edmund Crouchback, Lancaster 1. grófja, 1245–1296 Az első Lancaster-ház alapítója. - Thomas Plantagenet, Lancaster 2. grófja, 1278–1322 - Henry Plantagenet, Lancaster 3. grófja, 1281–1345 - Henry of Grosmont Lancaster 1. hercege, 1310–1361 - Blanche of Lancaster (1342–1368) ∞ Genti János ♥ - John of Beaufort, Lord of Beaufort, 1286–1317 - Richárd Cornwall 1. grófja, 1209–1272 - Henry of Almain, 1235–1271 - Edmund, Cornwall 2. grófja, 1249–1300 |